# Trường Vinh
Trường Vinh là một phường thuộc tỉnh Nghệ An, Việt Nam. Phường được hình thành trên cơ sở sáp nhập các phường Bến Thủy, Hưng Dũng, Hưng Phúc, Trung Đô, Trường Thi, Vinh Tân và xã Hưng Hòa của thành phố Vinh trong đợt Sáp nhập tỉnh thành Việt Nam 2025.

## Địa lý
Phường Trường Vinh có vị trí địa lý:
- Phía Đông giáp tỉnh Hà Tĩnh;
- Phía Nam giáp tỉnh Hà Tĩnh và xã Hưng Nguyên;
- Phía Tây giáp phường Thành Vinh và xã Hưng Nguyên;
- Phía Bắc giáp phường Thành Vinh, phường Vinh Phú và phường Vinh Lộc.

Phường Trường Vinh có diện tích tự nhiên 34,22 km².

## Thành lập
Phường Trường Vinh được thành lập theo Nghị quyết số 1678/NQ-UBTVQH15 của Ủy ban Thường vụ Quốc hội Việt Nam, ban hành ngày 16 tháng 6 năm 2025. Theo đó, sắp xếp toàn bộ diện tích tự nhiên, quy mô dân số của các phường Bến Thủy, Hưng Dũng, Hưng Phúc, Trung Đô, Trường Thi, Vinh Tân và xã Hưng Hòa thuộc thành phố Vinh trước đây thành một phường mới có tên gọi là phường Trường Vinh.
Sau sắp xếp phường có diện tích tự nhiên: 34,22 km2, quy mô dân số: 141.477 người. Phường có dân số đông nhất tỉnh Nghệ An và có mật độ dân số cao thứ 2 tỉnh Nghệ An.
Các cơ quan, địa điểm quan trọng của phường: UBND tỉnh Nghệ An, Quảng trường Hồ Chí Minh, Di tích Phượng Hoàng Trung Đô, Núi Quyết, Công viên Nguyễn Tất Thành, Chợ Vinh...

## Tên gọi
Việc đặt tên phường Trường Vinh là do trước đây vùng đất thành phố Vinh ngày nay nằm chủ yếu trên vùng đất Vĩnh Yên và Yên Trường, thuộc tổng Ngô Trường, huyện Chân Lộc, trấn Nghệ An. Trên vùng đất này có phường Trường Thi, là trường thi Hương của trấn thành Nghệ An dưới thời Nguyễn. Trường Thi cùng với Vinh, Bến Thủy cũng đã từng là một trong những trung tâm đô thị của khu vực Trung Kỳ. Tên gọi "Trường Vinh" được cho là có tính tiếp nối, kế thừa lịch sử, là sự chuyển tiếp của một cái tên ăn sâu vào tiềm thức văn hóa của người dân Vinh, góp phần lưu giữ những giá trị của thành phố Vinh trước kia. Trước đó, theo Dự thảo Đề án sắp xếp đơn vị hành chính cấp xã tỉnh Nghệ An, phường này là phường Vinh 1.